# Bicentenaria
Genre
Espèce
Bicentenaria est un genre de dinosaures théropodes ayant vécu à la fin du Crétacé (il y a environ 90 millions d'années) dans l'Argentine actuelle. Il ne contient actuellement que l'espèce type, Bicentenaria argentina. On estime qu'il devait faire entre 2,5 et 3 m de long. Son nom est d'abord apparu dans des articles en juin 2012 et sa description formelle a été publiée en août 2012.

## Publication originale
- (en) Novas, Ezcurra, Agnolin, Pol & Ortíz, 2012 : « New Patagonian Cretaceous theropod sheds light about the early radiation of Coelurosauria ». Revista del Museo Argentino de Ciencias Naturales, nueva serie, vol. 14, n. 1, pp. 57-81 (introduction).